# Wettbewerbsregister
Das Wettbewerbsregister ist ein Unternehmensregister, das in Form einer elektronischen Datenbank geführt wird, die zum Schutz des Wettbewerbs um öffentliche Aufträge und Konzessionen dient. Durch das Inkrafttreten des Wettbewerbsregistergesetz (WRegG) am 29. Juli 2017 besteht ein Wettbewerbsregister auf Bundesebene, die verwaltende Behörde ist das Bundeskartellamt. Es stellt Auftraggebern im Sinne von § 98 des Gesetzes gegen Wettbewerbsbeschränkungen (GWB) Informationen über Ausschlussgründe im Sinne von § 123 und § 124 GWB zur Verfügung. In das Register werden Unternehmen eingetragen, zu denen Erkenntnisse über ihnen zuzurechnende Straftaten oder andere schwerwiegende Rechtsverstöße, die Gründe für einen Ausschluss von der Teilnahme an Vergabeverfahren darstellen, vorliegen. Die Strafverfolgungsbehörden sowie diejenigen Behörden des Bundes und der Länder, die für die Verfolgung von Ordnungswidrigkeiten zuständig sind, übermitteln Erkenntnisse über diese Ausschlussgründe an die Registerbehörde.
Die öffentliche Auftragsvergabe ist besonders anfällig für Wirtschaftskriminalität. Vor der Vergabe eines Auftrags sind die öffentlichen Auftraggeber, Sektorenauftraggeber und Konzessionsgeber daher verpflichtet zu prüfen, ob Gründe für den Ausschluss von der Teilnahme an Vergabeverfahren in Bezug auf die potentiellen Auftragnehmer oder Konzessionsnehmer vorliegen. Bislang ist es jedoch für Vergabestellen schwierig nachzuprüfen, ob bei potentiellen Auftragnehmern Ausschlussgründe vorliegen. Denn bei einer derartigen Prüfung sind die Auftraggeber auf externe Informationen angewiesen.
Vor diesem Hintergrund haben mehrere Länder in ihrem Zuständigkeitsbereich Gesetze über sogenannte Korruptionsregister erlassen oder per Erlass Korruptionsregister eingeführt, um Wirtschaftskriminalität im öffentlichen Auftragswesen zu bekämpfen. Dabei sind die Unterschiede zwischen den einzelnen Landesregistern – insbesondere im Hinblick auf Rechtsgrundlage, einzutragende Delikte und Eintragungsvoraussetzungen sowie Melde- und Abfragepflichten – erheblich.
Derzeit bestehen Korruptionsregister in folgenden Bundesländern
- Baden-Württemberg (per Erlass),
- Bayern (per Erlass),
- Berlin (Gesetz zur Einrichtung und Führung eines Registers über korruptionsauffällige Unternehmen in Berlin vom 19. April 2006),
- Bremen (Bremisches Gesetz zur Errichtung und Führung eines Korruptionsregisters vom 17. Mai 2011),
- Hamburg (Gesetz zur Einrichtung eines Registers zum Schutz des fairen Wettbewerbs vom 1. Dezember 2013),
- Hessen (per Erlass),
- Rheinland-Pfalz (per Erlass),
- Schleswig-Holstein (Gesetz zur Einrichtung eines Registers zum Schutz fairen Wettbewerbs vom 29. November 2013) und
- Nordrhein-Westfalen (Gesetz zur Verbesserung der Korruptionsbekämpfung und zur Errichtung und Führung eines Vergaberegisters in Nordrhein-Westfalen vom 16. Dezember 2004).

Im brandenburgischen Vergabegesetz ist eine zentrale Listung von Auftragssperren vorgesehen. Die Europäische Kommission hat bereits seit dem 1. Januar 2009 eine zentrale Ausschlussdatenbank (ZAD) eingeführt, in der alle Rechtspersonen (juristische Personen, Organisationen sowie natürliche Personen) erfasst werden, die bei Auftragsvergaben durch EU-Institutionen aufgrund schwerer beruflichen Verfehlungen oder Straftaten, die den finanziellen Interessen der EU zuwiderlaufen, von der EU keine Finanzmittel mehr erhalten dürfen.
Das Wettbewerbsregister kann gewährleisten, dass bundesweit gleichermaßen alle Auftraggeber von Delikten der Bieter Kenntnis erlangen.